# 남서 제도 (팔라우)

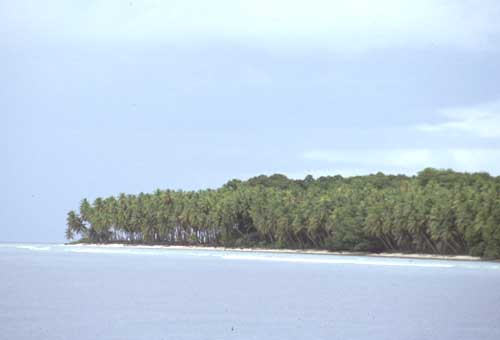

남서 제도(Southwest Islands)는 태평양에 있는 팔라우의 작은 섬들을 가리킨다. 팔라우에서 가장 큰 섬인 바벨다오브섬에서 약 600km 정도 떨어져 있으며 코로르주와 펠렐리우주, 앙가우르주 연해에 위치한 섬들을 포함한다.
남서 제도는 다음과 같은 섬들을 포함한다:
- 손소롤주
  - 판나섬(Fanna, Fana)
  - 손소롤섬/동고사로섬(Sonsorol, Dongosaro)
  - 풀로안나섬/푸로섬(Pulo Anna, Puro)
  - 메리르섬/멜리엘리섬(Merir/Melieli)

- 하토호베이주
  - 토비섬/하토호베이섬(Tobi Island/Hatohobei)
  - 헬렌 환초/호차리히에 환초(Helen Reef/Hotsarihie)
  - 트랜시트 환초/피에라우루 환초(Transit Reef/Pieraurou)